# Francisco Tovar

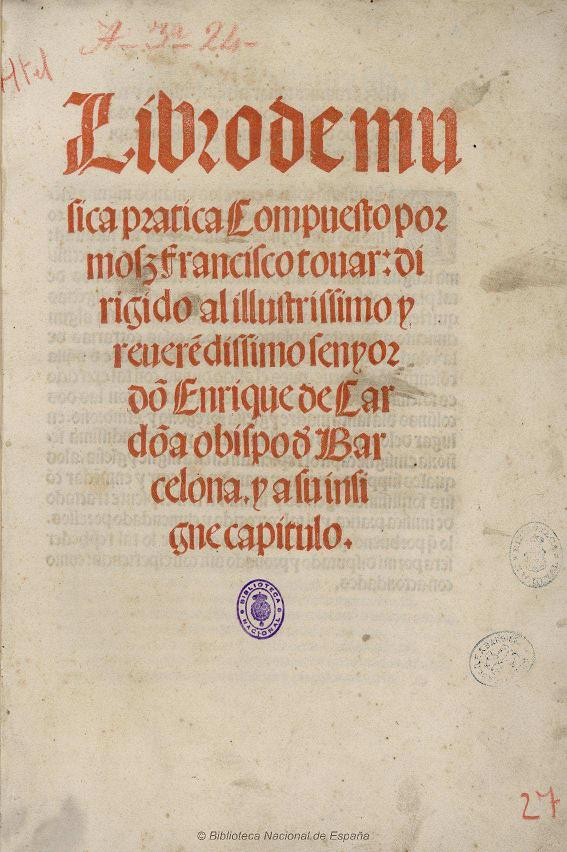
Portada del Libro de música práctica de Francisco Tovar (Barcelona: Joan Rosembach, 1510). Exemplar de la Biblioteca Nacional de España, sig. R/11251.

Francisco Tovar (Andalusia?, segona meitat del s. XV - Granada?, 22 de maig de 1522) fou un músic i tractadista musical del segle xvi e probable origen andalús, actiu a Catalunya.
La seva biografia és confusa i no se sap del cert gairebé res més del que es pot extreure de la lectura del tractat que va arribar a publicar el 1510. Al colofó s'indica que "la presente obra fue compuesta por mossen Francisco Tovar de la villa de Pareia", però aquesta població no ha estat degudament identificada. Indubtablement fou sacerdot, condició indispensable en aquesta època per ocupar càrrecs com el del mestre de capella en institucions eclesiàstiques com sembla que va fer Tovar.
No sabem gran cosa sobre la seva formació inicial, ni sobre la seva ocupació abans de 1510, però amb tota probabilitat va passar per Saragossa, Sicília i Roma. El mateix Tovar indica al tractat que va participar en polèmiques i que va discutir sobre algun dels temes tractats al seu llibre amb altres erudits musicals en aquests llocs. L'any 1510, mentre estava vinculat professionalment a la catedral de Barcelona, va ser nomenat mestre de capella a la catedral de Tarragona. Ocupà aquest càrrec fins a l'any 1516. Sembla que el 1518 es troba a Granada com a cantor, arribant a ocupar el magisteri de capella d'aquesta catedral a partir de 1521. L'any següent morí, ben pobre, i fou substituït per Bartolomé Vilches. El 1518 també apareix un músic amb aquest nom a Sevilla.
La seva única contribució coneguda a la tractadística musical és un volum publicat a Barcelona el 1510 (5 de gener) amb el títol Libro de música práctica, dedicat al bisbe de Barcelona Enric de Cardona i al capítol de la catedral barcelonina, tal com també s'indica al títol: Libro de música práctica, compuesto por mossen Francisco Tovar, dirigido al illustríssimo y reverendíssimo senyor don Enrique de Cardona obispo de Barcelona y a su insigne capítulo. El llibre fou imprès a Barcelona, al taller de l'impressor alemany establert a la ciutat entre 1506 i 1530, Joan Rosembach.
Es conserven almenys sis còpies d'aquesta edició a la Biblioteca Nacional de Madrid, al Fons antic de Reserva de la Biblioteca de la Universitat de Barcelona, a l'Arxiu i Biblioteca Episcopal de Vic, a la British Library de Londres, al Museo Internazionale e Biblioteca della Musica de Bolonya i a la Library of Congress de Washington.
L'edició duu impresos els pautats dels exemples musicals, però hi manquen les notes. Als exemplars de Vic i de Londres, la notació musical fou afegida a mà.
El llibre, amb uns plantejaments teòrics força conservadors, és de caràcter eminentment pràctic, molt més proper a un tractat o mètode que a un llibre de pura teoria musical. Tot i això, l'autor deuria tenir una sòlida formació i també inclou nocions més especulatives a recer de la tradició pitagòrica tot incorporant els fonaments matemàtics de l'art dels sons o referint-se a la música mundana. De fet, al primer capítol, l'autor anuncia la intenció d'escriure i publicar un nou llibre de caràcter més especulatiu que no sabem si va arribar a escriure.
Amb la finalitat de sustentar les seves afirmacions en l'autoritat dels autors antics, Tovar recull postulats, entre d'altres, a més dels de la tradició pitagòrica, de Boeci, Guido d'Arezzo, Franchino Gaffurius i, sobretot, de Guillem Despuig, a més d'altres autors com Virgili, sant Gregori o sant Ambrosi, entre d'altres, que res tenen a veure amb la música. En canvi ataca les teories de tractadistes amb plantejaments més avançats com Bartolomé Ramos de Pareja o Gonzalo Martínez de Bizcargui. La primera part està dedicada a explicar rudiments teòrics generals de la música i del cant pla. La segona aborda la música figurada i fa un tractament exhaustiu del funcionament de la notació mensural. A la tercera part entra en l'estudi del contrapunt i inclou nocions de composició, tot i que el plantejament no és massa aprofundit. .
Sembla que en el seu moment, el llibre de Tovar tingué un cert ressò. Fou utilitzat com a llibre de text i són molts els autors posteriors que s'hi refereixen, entre els quals, Juan Bermudo, Pietro Cerone, Andrés de Montserrate o Manuel Nunes da Silva.